# Језеро ирваса
Језеро ирваса (енгл. Reindeer Lake) је језеро у централној Канади. Већим делом припада провинцији Саскачеван, а мањим Манитоби. Језеро има површину од 6500 km². У језеру постоје бројна острва. Из њега истиче Река ирваса преко вештачког јаза изграђеног 1942. То чини ово језеро делом природним, а делом вештачким. Река ирваса се преко реке Черчил улива у Хадсонов залив.